# 상관중학교
상관중학교(上關中學校)는 대한민국 전북특별자치도 완주군 상관면 신리에 있는 공립 중학교이다.

## 학교 연혁
- 1969년 10월 14일 : 상관중학교 설립 인가(6학급)
- 1970년 3월 10일 : 상관중학교 개교
- 2016년 3월 2일 : 7학급 편성(특수 1학급 포함)
- 2024년 1월 5일 : 제52회 35명 졸업(4,167명)
- 2024년 9월 1일 : 제21대 이희경 교장 부임

## 참고 자료
- 상관중학교 - 한국교육학술정보원 학교알리미